# Braunschweiger Turn- und Sportverein Eintracht von 1895 1989-1990
Questa voce raccoglie le informazioni riguardanti il Braunschweiger Turn- und Sportverein Eintracht von 1895 nelle competizioni ufficiali della stagione 1989-1990.

## Stagione
Nella stagione 1989-1990 l'Eintracht Braunschweig, allenato da Uwe Reinders, concluse il campionato di 2. Bundesliga al 7º posto. In Coppa di Germania l'Eintracht Braunschweig fu eliminato in semifinale dal Werder Brema.

## Rosa
| N. |                     | Ruolo | Calciatore        |
| -- | ------------------- | ----- | ----------------- |
|    | Germania (bandiera) | P     | Mathias Hain      |
|    | Germania (bandiera) | P     | Uwe Hain          |
|    | Germania (bandiera) | P     | Oliver Lerch      |
|    | Germania (bandiera) | D     | Bernd Gorski      |
|    | Germania (bandiera) | D     | Dirk Lellek       |
|    | Germania (bandiera) | D     | Ronald Lotz       |
|    | Germania (bandiera) | D     | Ulf-Volker Probst |
|    | Germania (bandiera) | D     | Michael Scheike   |
|    | Germania (bandiera) | D     | Thomas Schmidt    |
|    | Germania (bandiera) | D     | Thomas Thumerer   |
|    | Germania (bandiera) | D     | Michael Wilke     |
|    | Polonia (bandiera)  | C     | Jacek Frąckiewicz |

| N. |                     | Ruolo | Calciatore          |
| -- | ------------------- | ----- | ------------------- |
|    | Germania (bandiera) | C     | Stefan Holze        |
|    | Germania (bandiera) | C     | Tino Löchelt        |
|    | Germania (bandiera) | C     | Guido Naumann       |
|    | Germania (bandiera) | C     | Olaf Rose           |
|    | Germania (bandiera) | C     | Heinz-Günter Scheil |
|    | Germania (bandiera) | C     | Thomas Seeliger     |
|    | Ungheria (bandiera) | C     | Sándor Steidl       |
|    | Germania (bandiera) | A     | Holger Aden         |
|    | Germania (bandiera) | A     | Bernd Buchheister   |
|    | Germania (bandiera) | A     | Werner Dreßel       |
|    | Germania (bandiera) | A     | Dirk Holdorf        |
|    | Germania (bandiera) | A     | Andreas Pospich     |

## Organigramma societario
Area tecnica
- Allenatore: Uwe Reinders
- Allenatore in seconda: Heinz Patzig, Rainer Zobel
- Preparatore dei portieri:
- Preparatori atletici:

## Calciomercato

### Sessione estiva
| Acquisti | Acquisti        | Acquisti           | Acquisti |
| R.       | Nome            | da                 | Modalità |
| -------- | --------------- | ------------------ | -------- |
| C        | Stefan Holze    | Osnabrück          |          |
| D        | Ronald Lotz     | Lurup              |          |
| C        | Thomas Seeliger | Fortuna Düsseldorf |          |
| C        | Sándor Steidl   | Újpest             |          |

| Cessioni | Cessioni         | Cessioni            | Cessioni |
| R.       | Nome             | a                   | Modalità |
| -------- | ---------------- | ------------------- | -------- |
| C        | Michael Endrikat | MTV Wolfenbüttel    |          |
| A        | Yahiro Kazama    | Sanfrecce Hiroshima |          |
| D        | Andreas Kubsda   | VfR Osterode 08     |          |
| C        | Peer Posipal     | Preußen Münster     |          |

### Sessione invernale
| Acquisti | Acquisti    | Acquisti         | Acquisti |
| R.       | Nome        | da               | Modalità |
| -------- | ----------- | ---------------- | -------- |
| A        | Holger Aden | Bayer Leverkusen |          |

| Cessioni | Cessioni | Cessioni | Cessioni |
| R.       | Nome     | a        | Modalità |
| -------- | -------- | -------- | -------- |

## Risultati

### 2. Bundesliga

#### Girone di andata
| Arbitro: | Tritschler |

|           |           |  |
| Holze 20’ | Marcatori |  |

| Arbitro: | Bruch |

|              |           |                                                 |
| Borodjuk 90’ | Marcatori | 19’, 78’, 81’ Buchheister 84’ Holze 86’ Naumann |

| Arbitro: | Broska |

|                            |           |  |
| Holze 45’, 70’ Schmidt 54’ | Marcatori |  |

| Arbitro: | Kentsch |

|             |           |                 |
| Reichel 46’ | Marcatori | 38’ Buchheister |

| Arbitro: | Gangkofer |

|                         |           |  |
| Naumann 44’ Pospich 60’ | Marcatori |  |

| Arbitro: | Krug |

|          |           |  |
| Janz 77’ | Marcatori |  |

| Arbitro: | Domberg |

|                                |           |           |
| Buchheister 69’ Holze 70’, 89’ | Marcatori | 55’ Glöde |

| Arbitro: | Berg |

|              |           |  |
| Koniarek 39’ | Marcatori |  |

| Arbitro: | Blüthgen |

|                    |           |                 |
| Mohr 17’ Drube 76’ | Marcatori | 44’ Buchheister |

| Arbitro: | Diekert |

|                                                             |           |                                 |
| Kau 10’ (aut.) Buchheister 13’ Steidl 83’ Dämgen 88’ (aut.) | Marcatori | 19’ Trares 48’ Zschau 65’ Beyel |

| Arbitro: | Führer |

|  |           |             |
|  | Marcatori | 79’ Pospich |

| Arbitro: | Amerell |

|            |           |  |
| Lellek 23’ | Marcatori |  |

| Arbitro: | Schmidt |

|  |           |                                 |
|  | Marcatori | 37’ Rose 83’ (rig.) Buchheister |

| Arbitro: | Ronig |

|             |           |                |
| Naumann 33’ | Marcatori | 49’, 75’ Gries |

| Arbitro: | Correll |

|           |           |                           |
| Gäher 87’ | Marcatori | 55’ Holze 81’ Buchheister |

| Arbitro: | Kriegelstein |

|                                                       |           |  |
| Buchheister 25’ Gorski 29’ Rose 39’ Seeliger 79’, 82’ | Marcatori |  |

| Arbitro: | Werner |

|           |           |  |
| Wolff 21’ | Marcatori |  |

| Arbitro: | Holst |

|                        |           |  |
| Seeliger 45’, 75’, 88’ | Marcatori |  |

| Arbitro: | Welz |

|                              |           |  |
| Kober 44’ (rig.) Schmidt 86’ | Marcatori |  |

#### Girone di ritorno
| Arbitro: | Kentsch |

|                                                   |           |  |
| Radojewski 26’ Pagelsdorf 29’ (rig.) Heemsoth 90’ | Marcatori |  |

| Arbitro: | Osmers |

|                                   |           |                          |
| Buchheister 36’ (rig.) Probst 75’ | Marcatori | 69’ Borodjuk 88’ Schacht |

| Arbitro: | Schneider |

|                       |           |            |
| Thoben 55’ Faltin 86’ | Marcatori | 63’ Dreßel |

| Braunschweig 16 dicembre 1989, ore 15:00 CET 23ª giornata | Eintracht Braunschweig | 0 – 0 referto | Unterhaching | Stadion an der Hamburger Straße (7 000 spett.)\| Arbitro: \| Mölm \| |
| Arbitro:                                                  | Mölm                   |               |              |                                                                      |

| Arbitro: | Birlenbach |

|                   |           |            |
| Drabow 11’ (rig.) | Marcatori | 45’ Lellek |

| Arbitro: | Aust |

|  |           |                               |
|  | Marcatori | 14’ Schweizer 24’, 89’ Moutas |

| Arbitro: | Theobald |

|            |           |               |
| Schulz 71’ | Marcatori | 45’, 55’ Aden |

| Arbitro: | Fröhlich |

|          |           |            |
| Aden 65’ | Marcatori | 43’ Helmig |

| Arbitro: | Malbranc |

|  |           |                                             |
|  | Marcatori | 53’, 75’ Schmelting 58’, 63’ (rig.) Hecking |

| Arbitro: | Albrecht |

|                                    |           |  |
| Schneider 21’ Delzepich 70’ (rig.) | Marcatori |  |

| Braunschweig 7 aprile 1990, ore 15:00 CEST 30ª giornata | Eintracht Braunschweig | 0 – 0 referto | Saarbrücken | Stadion an der Hamburger Straße (5 700 spett.)\| Arbitro: \| Broska \| |
| Arbitro:                                                | Broska                 |               |             |                                                                        |

| Arbitro: | Merk |

|                                |           |          |
| Kügler 64’, 67’ Tschiskale 73’ | Marcatori | 42’ Aden |

| Arbitro: | Rubel |

|                          |           |                        |
| Buchheister 41’ Aden 82’ | Marcatori | 53’ Bolzek 72’ Brandts |

| Arbitro: | Dardenne |

|              |           |             |
| Gowitzke 11’ | Marcatori | 28’ Pospich |

| Arbitro: | Wittke |

|              |           |                         |
| Seeliger 51’ | Marcatori | 38’ Riechmann 39’ Gäher |

| Arbitro: | Führer |

|                      |           |                                 |
| Kuhl 10’ Gutzler 82’ | Marcatori | 24’ Seeliger 57’ (rig.) Löchelt |

| Arbitro: | Holst |

|                      |           |                   |
| Aden 21’ Pospich 76’ | Marcatori | 63’ (rig.) Gerber |

| Arbitro: | Weber |

|                                                 |           |  |
| Vollmer 51’ Starzmann 53’ Hjelm 85’ Schüler 90’ | Marcatori |  |

| Arbitro: | Schmidt |

|                                                                 |           |            |
| Puszamszies 12’ (aut.) Seeliger 52’ Buchheister 77’ Schmidt 80’ | Marcatori | 86’ Callea |

### Coppa di Germania
| Arbitro: | Dellwing |

|  |           |                          |
|  | Marcatori | 74’ Buchheister 79’ Rose |

| Arbitro: | Boos |

|                     |           |                                   |
| Zorc 12’ Helmer 82’ | Marcatori | 36’ Schmidt 43’ Lellek 80’ Gorski |

| Arbitro: | Merk |

|  |           |                        |
|  | Marcatori | 2’ Pospich 52’ Schmidt |

| Arbitro: | Fux |

|                                    |           |                |
| Seeliger 35’ Schmidt 38’ Holze 82’ | Marcatori | 46’, 88’ Glöde |

| Arbitro: | Kriegelstein |

|                      |           |  |
| Eilts 12’ Riedle 89’ | Marcatori |  |

## Statistiche

### Statistiche di squadra
| Competizione      | Punti | In casa | In casa | In casa | In casa | In casa | In casa | In trasferta | In trasferta | In trasferta | In trasferta | In trasferta | In trasferta | Totale | Totale | Totale | Totale | Totale | Totale | DR |
| Competizione      | Punti | G       | V       | N       | P       | Gf      | Gs      | G            | V            | N            | P            | Gf           | Gs           | G      | V      | N      | P      | Gf     | Gs     | DR |
| ----------------- | ----- | ------- | ------- | ------- | ------- | ------- | ------- | ------------ | ------------ | ------------ | ------------ | ------------ | ------------ | ------ | ------ | ------ | ------ | ------ | ------ | -- |
| 2. Bundesliga     | 39    | 19      | 10      | 5       | 4       | 35      | 22      | 19           | 5            | 4            | 10           | 20           | 29           | 38     | 15     | 9      | 14     | 55     | 51     | +4 |
| Coppa di Germania | -     | 1       | 1       | 0       | 0       | 3       | 2       | 4            | 3            | 0            | 1            | 7            | 4            | 5      | 4      | 0      | 1      | 10     | 6      | +4 |
| Totale            | 39    | 20      | 11      | 5       | 4       | 38      | 24      | 23           | 8            | 4            | 11           | 27           | 33           | 43     | 19     | 9      | 15     | 65     | 57     | +8 |

### Andamento in campionato
| Giornata  | 1 | 2 | 3 | 4 | 5 | 6 | 7 | 8 | 9 | 10 | 11 | 12 | 13 | 14 | 15 | 16 | 17 | 18 | 19 | 20 | 21 | 22 | 23 | 24 | 25 | 26 | 27 | 28 | 29 | 30 | 31 | 32 | 33 | 34 | 35 | 36 | 37 | 38 |
| --------- | - | - | - | - | - | - | - | - | - | -- | -- | -- | -- | -- | -- | -- | -- | -- | -- | -- | -- | -- | -- | -- | -- | -- | -- | -- | -- | -- | -- | -- | -- | -- | -- | -- | -- | -- |
| Luogo     | C | T | C | T | C | T | C | T | T | C  | T  | C  | T  | C  | T  | C  | T  | C  | T  | T  | C  | T  | C  | T  | C  | T  | C  | C  | T  | C  | T  | C  | T  | C  | T  | C  | T  | C  |
| Risultato | V | V | V | N | V | P | V | P | P | V  | V  | V  | V  | P  | V  | V  | P  | V  | P  | P  | N  | P  | N  | N  | P  | V  | N  | P  | P  | N  | P  | N  | N  | P  | N  | V  | P  | V  |
| Posizione | 6 | 1 | 1 | 2 | 2 | 3 | 2 | 3 | 7 | 4  | 4  | 3  | 2  | 3  | 4  | 2  | 3  | 2  | 3  | 5  | 4  | 6  | 5  | 5  | 6  | 6  | 5  | 6  | 6  | 6  | 6  | 6  | 6  | 8  | 9  | 8  | 8  | 7  |

Legenda:

Luogo: C = Casa; T = Trasferta. Risultato: V = Vittoria; N = Pareggio; P = Sconfitta.

### Statistiche dei giocatori
| Giocatore      | 2. Bundesliga | 2. Bundesliga | 2. Bundesliga | 2. Bundesliga | Coppa di Germania | Coppa di Germania | Coppa di Germania | Coppa di Germania | Totale   | Totale | Totale      | Totale     |
| Giocatore      | Presenze      | Reti          | Ammonizioni   | Espulsioni    | Presenze          | Reti              | Ammonizioni       | Espulsioni        | Presenze | Reti   | Ammonizioni | Espulsioni |
| -------------- | ------------- | ------------- | ------------- | ------------- | ----------------- | ----------------- | ----------------- | ----------------- | -------- | ------ | ----------- | ---------- |
| H. Aden        | 14            | 6             | 0             | 0             | 1                 | 0                 | 0                 | 0                 | 15       | 6      | 0           | 0          |
| B. Buchheister | 33            | 13            | 10            | 0             | 5                 | 1                 | 0                 | 0                 | 38       | 14     | 10          | 0          |
| W. Dreßel      | 15            | 1             | 1             | 0             | 2                 | 0                 | 0                 | 0                 | 17       | 1      | 1           | 0          |
| J. Frąckiewicz | 5             | 0             | 0             | 0             | 0                 | 0                 | 0                 | 0                 | 5        | 0      | 0           | 0          |
| B. Gorski      | 31            | 1             | 5             | 0             | 5                 | 1                 | 0                 | 0                 | 36       | 2      | 5           | 0          |
| M. Hain        | 0             | 0             | 0             | 0             | 0                 | 0                 | 0                 | 0                 | 0        | 0      | 0           | 0          |
| U. Hain        | 38            | 0             | 1             | 0             | 5                 | 0                 | 0                 | 0                 | 43       | 0      | 1           | 0          |
| D. Holdorf     | 13            | 0             | 0             | 0             | 1                 | 0                 | 0                 | 0                 | 14       | 0      | 0           | 0          |
| S. Holze       | 22            | 7             | 5             | 0             | 4                 | 1                 | 0                 | 0                 | 26       | 8      | 5           | 0          |
| D. Lellek      | 29            | 2             | 4             | 0             | 4                 | 1                 | 3                 | 0                 | 33       | 3      | 7           | 0          |
| O. Lerch       | 0             | 0             | 0             | 0             | 0                 | 0                 | 0                 | 0                 | 0        | 0      | 0           | 0          |
| R. Lotz        | 7             | 0             | 0             | 0             | 0                 | 0                 | 0                 | 0                 | 7        | 0      | 0           | 0          |
| T. Löchelt     | 27            | 1             | 4             | 0             | 3                 | 0                 | 1                 | 0                 | 30       | 1      | 5           | 0          |
| G. Naumann     | 19            | 3             | 0             | 0             | 1                 | 0                 | 0                 | 0                 | 20       | 3      | 0           | 0          |
| A. Pospich     | 37            | 4             | 3             | 0             | 4                 | 1                 | 0                 | 0                 | 41       | 5      | 3           | 0          |
| U. Probst      | 14            | 1             | 2             | 1             | 2                 | 0                 | 0                 | 0                 | 16       | 1      | 2           | 1          |
| O. Rose        | 18            | 2             | 0             | 0             | 2                 | 1                 | 0                 | 0                 | 20       | 3      | 0           | 0          |
| M. Scheike     | 26            | 0             | 6             | 0             | 4                 | 0                 | 0                 | 0                 | 30       | 0      | 6           | 0          |
| H. Scheil      | 35            | 0             | 9             | 0             | 4                 | 0                 | 0                 | 0                 | 39       | 0      | 9           | 0          |
| T. Schmidt     | 35            | 2             | 11            | 0             | 5                 | 3                 | 0                 | 0                 | 40       | 5      | 11          | 0          |
| T. Seeliger    | 36            | 8             | 2             | 0             | 5                 | 1                 | 1                 | 0                 | 41       | 9      | 3           | 0          |
| S. Steidl      | 13            | 1             | 1             | 0             | 1                 | 0                 | 0                 | 0                 | 14       | 1      | 1           | 0          |
| T. Thumerer    | 6             | 0             | 2             | 0             | 2                 | 0                 | 0                 | 0                 | 8        | 0      | 2           | 0          |
| M. Wilke       | 14            | 0             | 3             | 0             | 4                 | 0                 | 0                 | 0                 | 18       | 0      | 3           | 0          |